# Casserres
Casserres är en kommun i Spanien.   Den ligger i provinsen Província de Barcelona och regionen Katalonien, i den östra delen av landet, 500 km öster om huvudstaden Madrid. Antalet invånare är 1 578. Arean är 29,5 kvadratkilometer. Casserres gränsar till Avià, Olvan, Gironella, Puig-reig, Viver i Serrateix, Montclar och L'Espunyola. 
Terrängen i Casserres är platt åt nordväst, men åt sydost är den kuperad.